# 橢圓流石蛾
橢圓流石蛾（学名：Rhyacophila clemens）为流石蛾科流石蛾屬下的一个种。